# Lista de senadores do Brasil da 54.ª legislatura

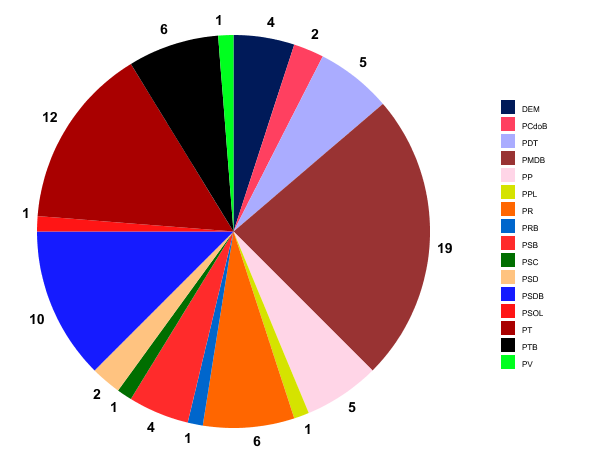
Composição partidária do Senado em dezembro de 2012.

Esta é a lista de senadores do Brasil da 54.ª legislatura do Congresso Nacional. Inclui-se o nome civil dos parlamentares, o partido ao qual eram filiados na data da posse, sua unidade federativa de origem, bem como outras informações. Esta legislatura do Senado Federal durou de 1 de fevereiro de 2011 a 31 de janeiro de 2015.

## Composição das Bancadas
| Partido | Líder               | Bancada | Posição  |
| ------- | ------------------- | ------- | -------- |
| PMDB    | Eunício Oliveira    | 19 / 81 | Governo  |
| PT      | Humberto Costa      | 14 / 81 | Governo  |
| PSDB    | Aloysio Nunes       | 13 / 81 | Oposição |
| PTB     | Gim Argello         | 6 / 81  | Oposição |
| PP      | Francisco Dornelles | 5 / 81  | Governo  |
| PDT     | Acir Gurgacz        | 5 / 81  | Governo  |
| DEM     | José Agripino Maia  | 4 / 81  | Oposição |
| PSB     | Rodrigo Rollemberg  | 4 / 81  | Oposição |
| PR      | Alfredo Nascimento  | 4 / 81  | Governo  |
| PCdoB   | Vanessa Grazziotin  | 2 / 81  | Governo  |
| PSD     | Sérgio Petecão      | 1 / 81  | Governo  |
| PRB     | Marcelo Crivella    | 1 / 81  | Governo  |
| PSC     | Eduardo Amorim      | 1 / 81  | Oposição |
| PSOL    | Randolfe Rodrigues  | 1 / 81  | Oposição |
| PV      | Paulo Davim         | 1 / 81  | Oposição |

| #        | Líder         | Bancada |
| -------- | ------------- | ------- |
| Governo  | Eduardo Braga | ±53     |
| Oposição | Wilder Morais | ±19     |

## Mesa diretora
| Imagem | Cargo              | Nome                                                    | Partido | Estado         |
| ------ | ------------------ | ------------------------------------------------------- | ------- | -------------- |
|        | Presidente         | Renan Calheiros (José Renan Vasconcelos Calheiros)      | PMDB    | Alagoas        |
|        | 1° vice-presidente | Jorge Viana (Jorge Ney Viana Macedo Neves)              | PT      | Acre           |
|        | 2° vice-presidente | Romero Jucá (Romero Jucá Filho)                         | PMDB    | Roraima        |
|        | 1° secretário      | Flexa Ribeiro (Fernando de Souza Flexa Ribeiro)         | PSDB    | Pará           |
|        | 2° secretário      | Ângela Portela (Ângela Maria Gomes Portela)             | PT      | Roraima        |
|        | 3° secretário      | Ciro Nogueira (Ciro Nogueira Lima Filho)                | PP      | Piauí          |
|        | 4° secretário      | João Vicente Claudino (João Vicente de Macêdo Claudino) | PTB     | Piauí          |
|        | 1° suplente        | Magno Malta (Magno Pereira Malta)                       | PR      | Espírito Santo |
|        | 2° suplente        | Jayme Campos (Jayme Veríssimo de Campos)                | DEM     | Mato Grosso    |
|        | 3° suplente        | João Durval (João Durval Carneiro)                      | PDT     | Bahia          |
|        | 4° suplente        | Casildo Maldaner (Casildo João Maldaner)                | PMDB    | Santa Catarina |

## Senadores em exercício ao fim da legislatura
| Imagem              | Nome                                                          | Partido | Início de mandato | Fim de mandato | Observações                                                                       |
| Acre                | Acre                                                          | Acre    | Acre              | Acre           | Acre                                                                              |
| ------------------- | ------------------------------------------------------------- | ------- | ----------------- | -------------- | --------------------------------------------------------------------------------- |
|                     | Aníbal Diniz                                                  | PT      | 2010              | 2015           | Suplente de Tião Viana. Vice-Presidente da CCJ.                                   |
|                     | Jorge Viana (Jorge Ney Viana Macedo Neves)                    | PT      | 2011              | 2019           | [ 5 ]                                                                             |
|                     | Sérgio Petecão (Sérgio de Oliveira Cunha)                     | PSD     | 2011              | 2019           | Vice-presidente da CI.                                                            |
| Alagoas             |                                                               |         |                   |                |                                                                                   |
|                     | Benedito de Lira                                              | PP      | 2011              | 2019           | Presidente da CRA.                                                                |
|                     | Fernando Collor de Mello (Fernando Affonso Collor de Mello)   | PTB     | 2007              | 2015           | Presidente da CI.                                                                 |
|                     | Renan Calheiros (José Renan Vasconcelos Calheiros)            | PMDB    | 1995              | 2019           | Atual presidente do Senado.                                                       |
| Amapá               |                                                               |         |                   |                |                                                                                   |
|                     | João Capiberibe (João Alberto Rodrigues Capiberibe)           | PSB     | 2011              | 2019           | Vice-Presidente da CDH.                                                           |
|                     | José Sarney (José Sarney de Araújo Costa)                     | PMDB    | 1991              | 2015           | Um dos três senadores com mais tempo de mandato.                                  |
|                     | Randolfe Rodrigues (Randolph Frederich Rodrigues Alves)       | PSOL    | 2011              | 2019           | [ 8 ]                                                                             |
| Amazonas            |                                                               |         |                   |                |                                                                                   |
|                     | Alfredo Nascimento (Alfredo Pereira do Nascimento)            | PR      | 2007              | 2015           | Vice-Presidente da CCT.                                                           |
|                     | Eduardo Braga (Carlos Eduardo de Sousa Braga)                 | PMDB    | 2011              | 2019           | [ 10 ]                                                                            |
|                     | Vanessa Grazziotin                                            | PCdoB   | 2011              | 2019           | Vice-Presidente da CAS. Presidente da Comissão Mista sobre Mudanças Climáticas.   |
| Bahia               |                                                               |         |                   |                |                                                                                   |
|                     | João Durval (João Durval Carneiro)                            | PDT     | 2007              | 2015           | [ 11 ]                                                                            |
|                     | Lídice da Mata (Lídice da Mata e Sousa)                       | PSB     | 2011              | 2019           | [ 12 ]                                                                            |
|                     | Walter Pinheiro (Walter de Freitas Pinheiro)                  | PT      | 2011              | 2019           | [ 13 ]                                                                            |
| Ceará               |                                                               |         |                   |                |                                                                                   |
|                     | Eunício Oliveira (Eunício Lopes de Oliveira)                  | PMDB    | 2011              | 2019           | [ 14 ]                                                                            |
|                     | Inácio Arruda (Inácio Francisco de Assis Nunes Arruda)        | PCdoB   | 2007              | 2015           | Vice-presidente da CDT.                                                           |
|                     | José Pimentel (José Barroso Pimentel)                         | PT      | 2011              | 2019           | [ 16 ]                                                                            |
| Distrito Federal    |                                                               |         |                   |                |                                                                                   |
|                     | Cristovam Buarque (Cristovam Ricardo Cavalcanti Buarque)      | PDT     | 2003              | 2019           | [ 17 ]                                                                            |
|                     | Gim (Jorge Afonso Argello)                                    | PTB     | 2007              | 2015           | [ 18 ]                                                                            |
|                     | Rodrigo Rollemberg (Rodrigo Sobral Rollemberg)                | PSB     | 2011              | 2019           | [ 19 ]                                                                            |
| Espírito Santo      |                                                               |         |                   |                |                                                                                   |
|                     | Ana Rita (Ana Rita Esgário)                                   | PT      | 2011              | 2015           | Suplente de Renato Casagrande. Presidente da CDH.                                 |
|                     | Magno Malta (Magno Pereira Malta)                             | PR      | 2003              | 2019           | [ 20 ]                                                                            |
|                     | Ricardo Ferraço (Ricardo de Rezende Ferraço)                  | PMDB    | 2011              | 2019           | Presidente da CRE.                                                                |
| Goiás               |                                                               |         |                   |                |                                                                                   |
|                     | Cyro Miranda (Cyro Miranda Júnior)                            | PSDB    | 2010              | 2015           | Suplente de Marconi Perillo. Presidente da CE.                                    |
|                     | Lúcia Vânia (Lúcia Vânia Abrão Costa)                         | PSDB    | 2003              | 2019           | [ 21 ]                                                                            |
|                     | Wilder Morais (Wilder Pedro de Morais)                        | DEM     | 2012              | 2019           | Assumiu após a cassação de Demóstenes Torres.                                     |
| Maranhão            |                                                               |         |                   |                |                                                                                   |
|                     | Epitácio Cafeteira                                            | PTB     | 2007              | 2015           | [ 22 ]                                                                            |
|                     | Lobão Filho (Edison Lobão Filho)                              | PMDB    | 2011              | -              | Suplente de Edison Lobão.                                                         |
|                     | João Alberto (João Alberto de Souza)                          | PMDB    | 2011              | 2019           | [ 23 ]                                                                            |
| Minas Gerais        |                                                               |         |                   |                |                                                                                   |
|                     | Aécio Neves (Aécio Neves da Cunha)                            | PSDB    | 2011              | 2019           | [ 24 ]                                                                            |
|                     | Antônio Aureliano (Antônio Aureliano Sanches de Mendonça)     | PSDB    | 2014              | 2015           | Assume após a renuncia de Clésio Andrade.                                         |
|                     | Zezé Perrella (José Perrella de Oliveira Costa)               | PDT     | 2011              | 2019           | Assumiu após a morte de Itamar Franco. Presidente da CCT.                         |
| Mato Grosso         |                                                               |         |                   |                |                                                                                   |
|                     | Blairo Maggi (Blairo Borges Maggi)                            | PR      | 2011              | 2019           | Presidente da CMA.                                                                |
|                     | Jayme Campos (Jayme Veríssimo de Campos)                      | DEM     | 2007              | 2015           | [ 26 ]                                                                            |
|                     | Pedro Taques (José Pedro Gonçalves Taques)                    | PDT     | 2011              | 2019           | [ 27 ]                                                                            |
| Mato Grosso do Sul  |                                                               |         |                   |                |                                                                                   |
|                     | Ruben Figueiró (Ruben Figueiró de Oliveira)                   | PSDB    | 2013              |                | Segundo-suplente de Marisa Serrano.                                               |
|                     | Delcídio do Amaral (Delcídio do Amaral Gómez)                 | PT      | 2003              | 2019           | [ 29 ]                                                                            |
|                     | Waldemir Moka (Waldemir Moka Miranda de Britto)               | PMDB    | 2011              | 2019           | Presidente da CAS.                                                                |
| Pará                |                                                               |         |                   |                |                                                                                   |
|                     | Flexa Ribeiro (Fernando de Souza Flexa Ribeiro)               | PSDB    | 2005              | 2019           | [ 30 ]                                                                            |
|                     | Jader Barbalho (Jader Fontenelle Barbalho)                    | PMDB    | 2011              | 2019           | [ 31 ]                                                                            |
|                     | Mário Couto (Mário Couto Filho)                               | PSDB    | 2007              | 2015           | [ 32 ]                                                                            |
| Paraíba             |                                                               |         |                   |                |                                                                                   |
|                     | Cássio Cunha Lima                                             | PSDB    | 2011              | 2019           | [ 33 ]                                                                            |
|                     | Cícero Lucena (Cícero Lucena Filho)                           | PSDB    | 2007              | 2015           | [ 34 ]                                                                            |
|                     | Vital do Rêgo (Antônio Vital do Rêgo Filho)                   | PMDB    | 2011              | 2019           | Presidente da CCJ.                                                                |
| Paraná              |                                                               |         |                   |                |                                                                                   |
|                     | Álvaro Dias (Álvaro Fernandes Dias)                           | PSDB    | 1999              | 2015           | [ 35 ]                                                                            |
|                     | Gleisi Hoffmann (Gleisi Helena Hoffmann)                      | PT      | 2011              | 2019           | [ 36 ]                                                                            |
|                     | Roberto Requião (Roberto Requião de Mello e Silva)            | PMDB    | 2011              | 2019           | [ 37 ]                                                                            |
| Pernambuco          |                                                               |         |                   |                |                                                                                   |
|                     | Armando Monteiro (Armando Monteiro Neto)                      | PTB     | 2011              | 2019           |                                                                                   |
|                     | Humberto Costa (Humberto Sérgio Costa Lima)                   | PT      | 2011              | 2019           |                                                                                   |
|                     | Jarbas Vasconcelos (Jarbas de Andrade Vasconcelos)            | PMDB    | 2007              | 2015           | Vice-presidente da CRE.                                                           |
| Piauí               |                                                               |         |                   |                |                                                                                   |
|                     | Ciro Nogueira (Ciro Nogueira Lima Filho)                      | PP      | 2011              | 2019           |                                                                                   |
|                     | João Vicente Claudino (João Vicente de Macêdo Claudino)       | PTB     | 2007              | 2015           |                                                                                   |
|                     | Wellington Dias (José Wellington Barroso de Araújo Dias)      | PT      | 2011              | 2019           |                                                                                   |
| Rio de Janeiro      |                                                               |         |                   |                |                                                                                   |
|                     | Marcelo Crivella (Marcelo Bezerra Crivella)                   | PRB     | 2003              | 2019           | Nomeado Ministro da Pesca e Aquicultura, voltou ao senado em 17 de março de 2014. |
|                     | Francisco Dornelles (Francisco Oswaldo Neves Dornelles)       | PP      | 2007              | 2015           |                                                                                   |
|                     | Lindberg Farias (Luiz Lindbergh Farias Filho)                 | PT      | 2011              | 2019           | Presidente da CAE.                                                                |
| Rio Grande do Norte |                                                               |         |                   |                |                                                                                   |
|                     | Ivonete Dantas (Ivonete Dantas Silva)                         | PMDB    | 2014              | 2015           | Segunda-Suplente de Rosalba Ciarlini.                                             |
|                     | José Agripino (José Agripino Maia)                            | DEM     | 1995              | 2019           |                                                                                   |
|                     | Paulo Davim (Paulo Roberto Davim)                             | PV      | 2011              | -              | Suplente de Garibaldi Alves Filho.                                                |
| Rio Grande do Sul   |                                                               |         |                   |                |                                                                                   |
|                     | Ana Amélia (Ana Amélia Lemos)                                 | PP      | 2011              | 2019           | Vice-Presidente da CE.                                                            |
|                     | Paulo Paim (Paulo Renato Paim)                                | PT      | 2003              | 2019           | Presidente da CDH.                                                                |
|                     | Pedro Simon (Pedro Jorge Simon)                               | PMDB    | 1991              | 2015           | Um dos três senadores com mais tempo de mandato.                                  |
| Rondônia            |                                                               |         |                   |                |                                                                                   |
|                     | Acir Gurgacz (Acir Marcos Gurgacz)                            | PDT     | 2009              | 2015           | Vice-Presidente da CRA.                                                           |
|                     | Ivo Cassol (Ivo Narciso Cassol)                               | PP      | 2011              | 2019           |                                                                                   |
|                     | Valdir Raupp                                                  | PMDB    | 2011              | 2019           |                                                                                   |
| Roraima             |                                                               |         |                   |                |                                                                                   |
|                     | Ângela Portela (Ângela Maria Gomes Portela)                   | PT      | 2011              | 2019           | [ 39 ]                                                                            |
|                     | Mozarildo Cavalcanti (Francisco Mozarildo de Melo Cavalcanti) | PTB     | 1999              | 2015           | [ 40 ]                                                                            |
|                     | Romero Jucá (Romero Jucá Filho)                               | PMDB    | 1995              | 2019           | [ 41 ]                                                                            |
| Santa Catarina      |                                                               |         |                   |                |                                                                                   |
|                     | Casildo Maldaner (Casildo João Maldaner)                      | PMDB    | 2011              | 2015           | Suplente de Raimundo Colombo.                                                     |
|                     | Luiz Henrique (Luiz Henrique da Silveira)                     | PMDB    | 2011              | 2019           | [ 42 ]                                                                            |
|                     | Paulo Bauer (Paulo Roberto Bauer)                             | PSDB    | 2011              | 2019           | [ 43 ]                                                                            |
| São Paulo           |                                                               |         |                   |                |                                                                                   |
|                     | Aloysio Nunes Ferreira (Aloysio Nunes Ferreira Filho)         | PSDB    | 2011              | 2019           | [ 44 ]                                                                            |
|                     | Eduardo Suplicy (Eduardo Matarazzo Suplicy)                   | PT      | 1991              | 2015           | Um dos três senadores com mais tempo de mandato.                                  |
|                     | Marta Suplicy (Marta Teresa Smith de Vasconcelos Suplicy)     | PT      | 2011              | 2019           | [ 45 ]                                                                            |
| Sergipe             |                                                               |         |                   |                |                                                                                   |
|                     | Antônio Carlos Valadares                                      | PSB     | 1995              | 2019           | Presidente da CDT.                                                                |
|                     | Eduardo Amorim (Eduardo Alves do Amorim)                      | PSC     | 2011              | 2019           | Vice-Presidente da CMA.                                                           |
|                     | Maria do Carmo Alves (Maria do Carmo do Nascimento Alves)     | DEM     | 1999              | 2015           | [ 46 ]                                                                            |
| Tocantins           |                                                               |         |                   |                |                                                                                   |
|                     | Ataídes Oliveira (Ataídes de Oliveira)                        | PSDB    | 2013              | 2019           | Asumiu definitivamente após o falecimento de João Ribeiro.                        |
|                     | Kátia Abreu (Kátia Regina de Abreu)                           | PMDB    | 2007              | 2015           | [ 47 ]                                                                            |
|                     | Vicentinho Alves (Vicente Alves de Oliveira)                  | PR      | 2011              | 2019           | [ 48 ]                                                                            |

## Senadores licenciados e fora de exercício

### Mortes
| Imagem | Senador                                        | Partido | Estado       | Exercício    |
| ------ | ---------------------------------------------- | ------- | ------------ | ------------ |
|        | Eliseu Resende                                 | DEM     | Minas Gerais | Falecimento. |
|        | Itamar Franco (Itamar Augusto Cautiero Franco) | PPS     | Minas Gerais | Falecimento. |
|        | João Ribeiro (João Batista de Jesus Ribeiro)   | PR      | Tocantins    | Falecimento. |

### Outros
| Imagem | Senador                                           | Partido | Estado              | Motivo                                                                                               |
| ------ | ------------------------------------------------- | ------- | ------------------- | --- |
|        | Antonio Russo (Antonio Russo Netto)               | PR      | Mato Grosso do Sul  | Licenciou por motivo de saúde, assumiu o segundo-suplente Ruben Figueiró.                            |
|        | Clésio Andrade (Clésio Soares de Andrade)         | PMDB    | Minas Gerais        | Renunciou por problemas de saúde.                                                                    |
|        | Edison Lobão                                      | PMDB    | Maranhão            | Nomeado Ministro de Minas e Energia.                                                                 |
|        | Garibaldi Alves                                   | PMDB    | Rio Grande do Norte | Licenciou-se por motivos de saúde em março de 2014.                                                  |
|        | Garibaldi Alves Filho                             | PMDB    | Rio Grande do Norte | Nomeado Ministro da Previdência Social.                                                              |
|        | Marconi Perillo (Marconi Ferreira Perillo Júnior) | PSDB    | Goiás               | Eleito governador de Goiás.                                                                          |
|        | Marisa Serrano (Marisa Joaquina Monteiro Serrano) | PSDB    | Mato Grosso do Sul  | Renunciou para assumir o cargo de conselheira do Tribunal de Contas do Estado de Mato Grosso do Sul. |
|        | Raimundo Colombo (João Raimundo Colombo)          | DEM     | Santa Catarina      | Eleito governador de Santa Catarina.                                                                 |
|        | Renato Casagrande (José Renato Casagrande)        | PSB     | Espírito Santo      | Eleito governador do Espírito Santo.                                                                 |
|        | Rosalba Ciarlini (Rosalba Ciarlini Rosado)        | DEM     | Rio Grande do Norte | Eleita governadora do Rio Grande do Norte.                                                           |
|        | Tião Viana (Sebastião Afonso Viana Macedo Neves)  | PT      | Acre                | Eleito governador do Acre.                                                                           |

## Suplentes que assumiram durante a legislatura
| Imagem | Nome                                                  | Partido | Estado              | Titular              | Período(s) exercido(s) | Observações       |
| ------ | ----------------------------------------------------- | ------- | ------------------- | -------------------- | ---------------------- | ----------------- |
|        | Antonio Carlos Rodrigues                              | PR      | São Paulo           | Marta Suplicy        | 2012-2014              |                   |
|        | Cidinho Santos (José Aparecido dos Santos)            | PR      | Mato Grosso         | Blairo Maggi         | 2012                   |                   |
|        | Clóvis Fecury (Clovis Antônio Chaves Fecury)          | DEM     | Maranhão            | João Alberto Souza   | 2011—2012              |                   |
|        | Lobão Filho (Edison Lobão Filho)                      | PMDB    | Maranhão            | Lobão                | 2008-2015              |                   |
|        | Eduardo Lopes (Eduardo Benedito Lopes)                | PRB     | Rio de Janeiro      | Marcelo Crivella     | 2012—2014              |                   |
|        | Douglas Cintra (Douglas Mauricio Ramos Cintra)        | PTB     | Pernambuco          | Armando Monteiro     | 2014                   |                   |
|        | Fleury (José Eduardo Fleury Fernandes Costa)          | DEM     | Goiás               | Demóstenes Torres    | 2014                   | Segundo-Suplente  |
|        | Geovani Borges (Geovani Pinheiro Borges)              | PMDB    | Amapá               | Gilvam Borges        | 2011                   |                   |
|        | Ivonete Dantas (Ivonete Dantas Silva)                 | PMDB    | Rio Grande do Norte | Rosalba Ciarlini     | 2011—2012 2014         | Segunda-suplente  |
|        | João Costa (João Costa Ribeiro Filho)                 | PPL     | Tocantins           | Vicentinho Alves     | 2011—2012; 2013        |                   |
|        | João Pedro (João Pedro Gonçalves da Costa)            | PT      | Amazonas            | Alfredo Nascimento   | 2011                   |                   |
|        | Lauro Antonio (Lauro Antonio Texeira Menezes)         | PR      | Sergipe             | Eduardo Amorim       | 2011—2012              |                   |
|        | Kaká Andrade (Antonio Carlos Porto de Andrade)        | PDT     | Sergipe             | Eduardo Amorim       | 2004                   | Segundo-Suplente  |
|        | Marco Antônio Costa                                   | PSD     | Tocantins           | Kátia Abreu          | 2012—2013              |                   |
|        | Odacir Soares (Odacir Soares Rodrigues)               | PP      | Rondônia            | Ivo Cassol           | 2014                   |                   |
|        | Péricles Olivier (Péricles Ferreira Olivier de Paula) | PP      | Rio de Janeiro      | Francisco Dornelles  | 2014                   | Primeiro-suplente |
|        | Reditario Cassol                                      | PP      | Rondônia            | Ivo Cassol           | 2011                   |                   |
|        | Sérgio Souza (Sérgio de Souza)                        | PMDB    | Paraná              | Gleisi Hoffmann      | 2011—2014              |                   |
|        | Sodré Santoro (Luiz Fernando de Abreu Sodré Santoro)  | PTB     | Roraima             | Mozarildo Cavalcanti | 2012—2013              |                   |
|        | Tomás Correia (Tomás Guilherme Correia)               | PMDB    | Rondônia            | Valdir Raupp         | 2012                   |                   |
|        | Wilson Matos (Wilson de Matos Silva)                  | PSDB    | Paraná              | Alvaro Dias          | 2014                   |                   |